# Badminton nos Jogos Pan-Americanos de 2023 - Duplas masculinas
O torneio de duplas masculinas do badminton nos Jogos Pan-Americanos de 2023 foi disputado entre 22 e 25 de outubro de 2023 no Centro de Treinamento Olímpico, em Ñuñoa. Um total de 28 competidores de 12 Comitês Olímpicos Nacionais (CON) participaram do evento.

## Calendário
Horário local (UTC−3).
| Data          | Hora  | Fase             |
| ------------- | ----- | ---------------- |
| 22 de outubro | 12:00 | Oitavas de final |
| 23 de outubro | 9:40  | Quartas de final |
| 24 de outubro | 9:40  | Semifinais       |
| 25 de outubro | 9:40  | Final            |

## Medalhistas
| Ouro   | CAN Nyl Yakura e Adam Dong                                            |
| Prata  | BRA Davi Silva e Fabrício Farias                                      |
| Bronze | EAI Aníbal Marroquín e Jonathan Solís MEX Job Castillo e Luis Montoya |

## Cabeças de chave
Os cabeças de chave do torneio entraram diretamente nas quartas de final:
1. CAN Kevin Lee / Ty Alexander Lindeman (quartas)
2. CAN Nyl Yakura / Adam Dong (campeões, medalha de ouro)

## Resultados
A competição foi realizada ao longo de quatro dias até a definição dos medalhistas. Os perdedores das semifinais conquistaram automaticamente as medalhas de bronze.
| Primeira rodada | Primeira rodada                             | Primeira rodada | Primeira rodada | Primeira rodada |  |  | Quartas de final | Quartas de final                            | Quartas de final | Quartas de final | Quartas de final |  |  | Semifinal | Semifinal                               | Semifinal | Semifinal | Semifinal |  |  | Final | Final                              | Final | Final | Final |
|                 |                                             |                 |                 |                 |  |  |                  |                                             |                  |                  |                  |  |  |           |                                         |           |           |           |  |  |       |                                    |       |       |       |
|                 |                                             |                 |                 |                 |  |  |                  |                                             |                  |                  |                  |  |  |           |                                         |           |           |           |  |  |       |                                    |       |       |       |
|                 |                                             |                 |                 |                 |  |  | 1                | CAN Kevin Lee CAN Ty Alexander Lindeman     | 21               | 10               | 18               |  |  |           |                                         |           |           |           |  |  |       |                                    |       |       |       |
|                 | CHI Sebastián Vásquez CHI Fernando Sanhueza | 7               | 5               |                 |  |  |                  | EAI Aníbal Marroquín EAI Jonathan Solís     | 15               | 21               | 21               |  |  |           |                                         |           |           |           |  |  |       |                                    |       |       |       |
|                 | EAI Aníbal Marroquín EAI Jonathan Solís     | 21              | 21              |                 |  |  |                  |                                             |                  |                  |                  |  |  |           | EAI Aníbal Marroquín EAI Jonathan Solís | 18        | 16        |           |  |  |       |                                    |       |       |       |
|                 | BRA Davi Silva BRA Fabrício Farias          | 21              | 21              |                 |  |  |                  |                                             |                  |                  |                  |  |  |           | BRA Davi Silva BRA Fabrício Farias      | 21        | 21        |           |  |  |       |                                    |       |       |       |
|                 | JAM Bradley Evans JAM Samuel Ricketts       | 11              | 12              |                 |  |  |                  | BRA Davi Silva BRA Fabrício Farias          | 21               | 15               | 21               |  |  |           |                                         |           |           |           |  |  |       |                                    |       |       |       |
|                 | ESA Manuel Mejía ESA Javier Alas            | 6               | 10              |                 |  |  |                  | USA Joshua Yuan USA Vinson Chiu             | 19               | 21               | 18               |  |  |           |                                         |           |           |           |  |  |       |                                    |       |       |       |
|                 | USA Joshua Yuan USA Vinson Chiu             | 21              | 21              |                 |  |  |                  |                                             |                  |                  |                  |  |  |           |                                         |           |           |           |  |  |       | BRA Davi Silva BRA Fabrício Farias | 21    | 15    | 18    |
|                 | MEX Job Castillo MEX Luis Montoya           | 21              | 21              |                 |  |  |                  |                                             |                  |                  |                  |  |  |           |                                         |           |           |           |  |  | 2     | CAN Nyl Yakura CAN Adam Dong       | 19    | 21    | 21    |
|                 | PER Diego Mini PER José Guevara             | 16              | 11              |                 |  |  |                  | MEX Job Castillo MEX Luis Montoya           | 21               | 21               |                  |  |  |           |                                         |           |           |           |  |  |       |                                    |       |       |       |
|                 | DOM Ángel Mariñez DOM Yonatan Linarez       | 21              | 16              | 19              |  |  |                  | CUB Juan Carlos Bencomo CUB Roberto Herrera | 9                | 13               |                  |  |  |           |                                         |           |           |           |  |  |       |                                    |       |       |       |
|                 | CUB Juan Carlos Bencomo CUB Roberto Herrera | 18              | 21              | 21              |  |  |                  |                                             |                  |                  |                  |  |  |           | MEX Job Castillo MEX Luis Montoya       | 10        | 23        | 23        |  |  |       |                                    |       |       |       |
|                 | CHI Benjamín Bahamondez CHI Alonso Medel    | 13              | 10              |                 |  |  |                  |                                             |                  |                  |                  |  |  | 2         | CAN Nyl Yakura CAN Adam Dong            | 21        | 21        | 25        |  |  |       |                                    |       |       |       |
|                 | ARG Nicolás Oliva ARG Santiago Otero        | 21              | 21              |                 |  |  |                  | ARG Nicolás Oliva ARG Santiago Otero        | 13               | 12               |                  |  |  |           |                                         |           |           |           |  |  |       |                                    |       |       |       |
|                 |                                             |                 |                 |                 |  |  | 2                | CAN Nyl Yakura CAN Adam Dong                | 21               | 21               |                  |  |  |           |                                         |           |           |           |  |  |       |                                    |       |       |       |
|                 |                                             |                 |                 |                 |  |  |                  |                                             |                  |                  |                  |  |  |           |                                         |           |           |           |  |  |       |                                    |       |       |       |